# Porticus Purpuretica
Porticus Purpuretica var en portik på Trajanus forum i antikens Rom. Portikens namn kommer av att dess kolonner förmodligen var av porfyr.